# 上腕骨

上腕骨の位置（赤い部分）

上腕骨（じょうわんこつ）（英名arm bone）（羅名humerus、pl.humeri）とは、四肢動物の前肢において近位部を構成する長骨である。
ヒトの上腕骨は、左右の上腕に1つずつ存在して上腕構造を支持し、近位端に上腕骨頭と言う半球状の構造をもち、遠位端には上腕骨滑車と上腕骨小頭を持ち、鼓（つづみ）のような構造を形成する。両端で太く中央でやや細い。

## 上腕骨と関節する骨
近位端では上腕骨頭が肩甲骨と関節し肩関節を形成する。遠位端では上腕骨滑車が尺骨の滑車切痕に包まれるように関節し腕尺関節（肘関節の一部）を形成するが、橈骨とは上腕骨小頭が橈骨頭と腕橈関節（肘関節の一部）を形成する。

## 上腕骨から起始する筋肉
- 円回内筋（上腕頭）[3]
- 上腕筋[4]
- 上腕三頭筋（外側頭）[5]
- 上腕三頭筋（内側頭）[5]
- 浅指屈筋[6]
- 尺側手根屈筋[6]
- 尺側手根伸筋[7]
- 総指伸筋[8]
- 小指伸筋[7]
- 肘筋[5]
- 長橈側手根伸筋[9]
- 短橈側手根伸筋[9]
- 腕橈骨筋[9]
- 回外筋（外顆）[10]

## 上腕骨に停止する筋肉
- 烏口腕筋[11]
- 棘下筋[12]
- 棘上筋[12]
- 肩甲下筋[12]
- 小円筋[12]
- 広背筋[13]
- 三角筋[12]
- 大円筋[12]
- 大胸筋[14]

## 動物の上腕骨
犬では上腕骨滑車近位に滑車上孔が存在する。
猫では内側上顆近位に顆上孔を有し、正中神経と上腕動脈が走行している。